# Crises (pare de Criseida)
Crises (en grec antic Χρύσης), va ser, segons la mitologia grega, un sacerdot d'Apol·lo de la ciutat de Crisa, a la Tròada.
La seva filla Criseida va ser raptada pels grecs durant una incursió contra la ciutat de Tebes, a Mísia, quan ella es trobava a casa d'Ifíone, germana del rei Eeció, i va ser donada a Agamèmnon com a botí de guerra. Crises va anar a reclamar-la al rei, però aquest no va cedir. Aleshores, Crises va pregar a Apol·lo que enviés una pesta als grecs perquè es repensessin la seva decisió. Apol·lo escoltà el seu sacerdot i els grecs van obligar Agamèmnon a tornar Criseida al seu pare. Una tradició tardana diu que Crises va tornar Criseida a Agamèmnon perquè aquest l'havia tractat bé.